# Kiriłł Korniłow
Kiriłł Korniłow (ros. Кирилл Корнилов, ang. Kirill Kornilov, ur. 25 kwietnia 1991 w Petersburgu) – rosyjski kick-bokser walczący w formule K-1 oraz zawodnik mieszanych sztuk walki (MMA). Walczył dla takich organizacji jak Glory, FEN czy Ares FC. Mistrz FEA Kickboxing w wadze ciężkiej (+95 kg)

## Kariera MMA
W mieszanych sztukach walki zadebiutował 14 sierpnia 2019 roku, technicznie nokautując w pierwszej rundzie byłego mistrza KSW – Fernando Rodriguesa Jr. Następną walkę stoczył cztery miesiące później, w grudniu 2019 roku zwyciężył ponownie przez TKO z wiele bardziej doświadczonym Konstantinem Andriejcewem.
Na początku 2020 roku podpisał kontrakt z organizacją Fight Exclusive Night, a jego debiut przypadł na galę FEN 27 w Szczecinie. Korniłow znokautował w drugiej rundzie Seweryna Kirschhiebela.
Od marca do grudnia 2020 roku, Korniłow stoczył siedem walk na terenie Rosji, z czego tylko dwa pojedynki wymagały rozstrzygnięcia przez sędziów punktowych.
Pierwszą porażkę w karierze poniósł w czerwcu 2022, gdzie na paryskiej gali Ares FC 7 przegrał przez niejednogłośną decyzję z niepokonanym Bahrajnem, Szamilem Gaziewem. 
Na zwycięski tor powrócił 18 listopada 2022 podczas gali Velikoross 1, gdzie wygrał przez TKO z Kirgistańczykiem, Zhyrgalbekiem Chomonovem. 
10 maja 2025 w walce wieczoru gali ACA 186 w Petersburgu pokonał na pełnym dystansie pięciu rund Adama Bogatyrewa. 

## Osiągnięcia

### Kick-boxing
- 13.03.2021: Mistrz FEA Kickboxing w wadze ciężkiej (+95 kg)[9]

### Boks tajski
- Pięciokrotny mistrz Rosji[10]

## Lista zawodowych walk w MMA
| Wynik     | Bilans | Przeciwnik (bilans przed walką) | Rozstrzygnięcie                       | Runda | Czas | Rozgrywki                      | Data       | Miejsce       | Uwagi                                                                    |
| --------- | ------ | ------------------------------- | ------------------------------------- | ----- | ---- | ------------------------------ | ---------- | ------------- | ------------------------------------------------------------------------ |
| Wygrana   | 19-2-1 | Adam Bogatyrew (10-4)           | Decyzja (jednogłośna)                 | 5     | 5:00 | ACA 186                        | 10.05.2025 | Petersburg    | Main Event.                                                              |
| Wygrana   | 18-2-1 | Muchomad Wachajew (13-6-1)      | KO (cios)                             | 3     | 0:59 | ACA 184                        | 28.02.2025 | Moskwa        | Co-Main Event                                                            |
| Wygrana   | 17-2-1 | Carlos Felipe (12-4)            | Decyzja (jednogłośna)                 | 3     | 5:00 | ACA 181                        | 02.11.2024 | Petersburg    |                                                                          |
| Wygrana   | 16-2-1 | Ruslan Medzhidov (10-3)         | Decyzja (jednogłośna)                 | 3     | 5:00 | ACA 178                        | 16.08.2024 | Moskwa        |                                                                          |
| Przegrana | 15-2-1 | Adam Bogatyrew (9-3)            | Poddanie (duszenie zza pleców)        | 4     | 3:16 | ACA 172                        | 09.03.2024 | Moskwa        | Półfinał turnieju ACA Grand Prix 2023 w wadze ciężkiej. Co-Main Event    |
| Wygrana   | 15-1-1 | Salimgierej Rasułow (22-8)      | Decyzja (jednogłośna)                 | 5     | 5:00 | ACA 154                        | 17.03.2023 | Krasnodar     | Ćwierćfinał turnieju ACA Grand Prix 2023 w wadze ciężkiej. Debiut w ACA. |
| Wygrana   | 14-1-1 | Zhyrgalbek Chomonov (8-2)       | TKO (ciosy pięściami)                 | 1     | 2:57 | Velikoross 1                   | 18.11.2022 | Petersburg    | Main Event                                                               |
| Przegrana | 13-1-1 | Szamil Gaziew (7-0)             | Decyzja (niejednogłośna)              | 3     | 5:00 | Ares FC 7: Abdoul vs. Amoussou | 25.06.2022 | Paryż         | Debiut w Ares FC.                                                        |
| Wygrana   | 13-0-1 | Luis Henrique (13-7)            | Decyzja (jednogłośna)                 | 3     | 5:00 | RCC 11                         | 06.05.2022 | Jekaterynburg |                                                                          |
| Wygrana   | 12-0-1 | Sułtan Murtazalijew (8-4-1)     | Decyzja (jednogłośna)                 | 3     | 5:00 | RCC 10                         | 18.12.2021 | Jekaterynburg |                                                                          |
| Wygrana   | 11-0-1 | Ednaldo Oliveira (21-8-1)       | TKO (ciosy pięściami)                 | 1     | 3:32 | RCC: Intro 16                  | 16.10.2021 | Jekaterynburg | Main Event                                                               |
| Wygrana   | 10-0-1 | Roggers Souza (10-3)            | TKO (kopnięcia i uderzenia na korpus) | 1     | 4:38 | RCC: Intro 14                  | 17.07.2021 | Jekaterynburg | Co-Main Event                                                            |
| Wygrana   | 9-0-1  | Wagner Prado (15-4-1)           | Decyzja (jednogłośna)                 | 3     | 5:00 | RCC 9                          | 03.05.2021 | Jekaterynburg |                                                                          |
| Wygrana   | 8-0-1  | Jurij Fiodorow (7-2)            | TKO (niskie kopnięcie)                | 1     | 0:57 | RCC: Intro 11                  | 23.02.2021 | Jekaterynburg |                                                                          |
| Wygrana   | 7-0-1  | Murat Kilimetow (3-1)           | TKO (ciosy pięściami)                 | 2     | 4:43 | RCC 8                          | 19.12.2020 | Jekaterynburg |                                                                          |
| Wygrana   | 6-0-1  | Ruslan Medzhidov (4-0)          | TKO (ciosy pięściami)                 | 2     | 1:16 | MMA SERIES-21                  | 21.11.2020 | Soczi         |                                                                          |
| Wygrana   | 5-0-1  | Anton Winnikow (10-4)           | TKO (kontuzja kolana)                 | 1     | 5:00 | GFC 29                         | 17.10.2020 | Samara        |                                                                          |
| Remis     | 4-0-1  | Sułtan Murtazalijew (7-4)       | Remis (jednogłośny)                   | 3     | 5:00 | MMA SERIES-9                   | 11.07.2020 | Petersburg    | Main Event                                                               |
| Wygrana   | 4-0    | Edison Lopes (10-4)             | TKO (ciosy pięściami)                 | 1     | 3:26 | GIT Sech Pro                   | 01.03.2020 | Petersburg    | Main Event                                                               |
| Wygrana   | 3-0    | Seweryn Kirschhiebel (2-2)      | TKO (kolana i ciosy pięściami)        | 2     | 4:11 | FEN 27: Rębecki vs. Magomedov  | 18.01.2020 | Szczecin      | Debiut w FEN.                                                            |
| Wygrana   | 2-0    | Konstantin Andriejcew (15-12)   | TKO (ciosy pięściami)                 | 2     | 2:22 | Krepost Fighting Championship  | 14.12.2019 | Soczi         |                                                                          |
| Wygrana   | 1-0    | Fernando Rodrigues Jr. (12-5)   | TKO (ciosy pięściami)                 | 1     | 3:23 | S-70: Plotforma Cup 2019       | 14.08.2019 | Soczi         |                                                                          |

## Niepełna lista zawodowych walk w kick-boxingu (zasady K-1)
| Wynik     | Przeciwnik         | Rozstrzygnięcie          | Runda | Czas | Rozgrywki                  | Data       | Miejsce   | Uwagi                                                            |
| --------- | ------------------ | ------------------------ | ----- | ---- | -------------------------- | ---------- | --------- | ---------------------------------------------------------------- |
| Wygrana   | Cristian Ristea    | KO                       | 2     | 0:30 | FEA Kickboxing: Reset      | 13.03.2021 | Kiszyniów | Zdobył pas mistrzowski FEA Kickboxing w wadze ciężkiej (+95 kg). |
| Przegrana | Nordine Mahieddine | Decyzja (niejednogłośna) | 3     | 3:00 | Glory 70                   | 26.10.2019 | Lyon      |                                                                  |
| Przegrana | Roel Mannaart      | Decyzja (jednogłośna)    | 3     | 3:00 | Glory 62                   | 08.12.2018 | Rotterdam |                                                                  |
| Wygrana   | Cristian Ristea    | Decyzja (jednogłośna)    | 3     | 3:00 | Tatneft Cup 2018           | 27.10.2018 | Kazań     |                                                                  |
| Wygrana   | Thomas Vanneste    | Decyzja (jednogłośna)    | 3     | 3:00 | Tatneft Cup 2018           | 27.06.2018 | Kazań     |                                                                  |
| Wygrana   | Kirk Krouba        | Decyzja (jednogłośna)    | 3     | 3:00 | Tatneft Cup 2016           | 11.08.2016 | Kazań     |                                                                  |
| Przegrana | Tomas Hron         | Dyskwalifikacja          | 3     |      | Yangame´s Fight Night 2016 | 27.07.2016 | Praga     |                                                                  |
| Przegrana | Jahfarr Wilnis     | Decyzja (jednogłośna)    | 3     | 3:00 | Glory 29                   | 16.04.2016 | Kopenhaga |                                                                  |
| Wygrana   | Tarik Khbabez      | TKO                      | 2     | 1:35 | ACB KB 5                   | 26.02.2016 | Orzeł     |                                                                  |
| Wygrana   | Marcello Adriaansz | KO                       | 3     |      | Tatneft Cup 2015           | 04.09.2015 | Kazań     |                                                                  |
| Wygrana   | Alexander Burduzha | Decyzja (jednogłośna)    | 3     | 3:00 | Tatneft Cup 2015           | 29.05.2015 | Kazań     |                                                                  |